# Wild Things Run Fast
Wild Things Run Fast é o décimo primeiro álbum de estúdio da cantora e compositora canadense Joni Mitchell, lançado em outubro de 1982, por intermédio da Geffen Records.

## Lista de faixas
Todas as faixas escritas e compostas por Joni Mitchell, exceto onde escrito. 
| Lado A |                                   |                                     |         |  |
| N.º    | Título                            | Compositor(es)                      | Duração |  |
| 1.     | "Chinese Café / Unchained Melody" | Joni Mitchell, Alex North, Hy Zaret | 5:17    |  |
| 2.     | "Wild Things Run Fast"            |                                     | 2:12    |  |
| 3.     | "Ladies' Man"                     |                                     | 2:37    |  |
| 4.     | "Moon at the Window"              |                                     | 3:42    |  |
| 5.     | "Solid Love"                      |                                     | 2:57    |  |

| Lado B |                                        |                            |         |  |
| N.º    | Título                                 | Compositor(es)             | Duração |  |
| 1.     | "Be Cool"                              |                            | 4:12    |  |
| 2.     | "(You're So Square) Baby I Don't Care" | Jerry Leiber, Mike Stoller | 2:36    |  |
| 3.     | "You Dream Flat Lines"                 |                            | 2:50    |  |
| 4.     | "Man to Man"                           |                            | 3:42    |  |
| 5.     | "Underneath the Streetlight"           |                            | 2:14    |  |
| 6.     | "Love"                                 |                            | 3:46    |  |